# Франковский, Владислав Андреевич
Владислав Андреевич Франковский (1819—1895) — русский врач и общественный деятель, благотворитель, один из организаторов Харьковского медицинского общества.

## Биография
Родился в 1819 году (по другим данным в 1816 году) в Мозырском уезде Минской губернии в дворянской семье.
Потеряв в раннем возрасте родителей, воспитывался среди чужих людей, что впоследствии обусловило его глубокое сочувствие к страданиям ближних. Поступил в Виленскую медико-хирургическую академию, откуда со второго курса перешел на медицинский факультет Императорского Харьковского университета (ныне Харьковский национальный университет имени В. Н. Каразина), который окончил в 1840 году, получив звание лекаря.
По окончании университета в течение пяти лет Франковский работал ординатором терапевтической клиники. В 1845 году был назначен врачом студентов ветеринарного училища, где работал бесплатно и к тому же ежегодно жертвовал по 60 рублей на лекарства для малообеспеченных студентов. В 1848—1858 годах работал акушером врачебной управы. До открытия больницы Харьковского медицинского общества его амбулатория была единственным местом, где принимали бедных.
В 1847—1848 годах, во время эпидемии холеры, В. А. Франковский заведовал холерной больницей. Во время Крымской войны 1854—1855 годов он бесплатно работал в военных госпиталях Харькова и Харьковской губернской больнице. Во время русско-турецкой войны 1877—1878 годов также бесплатно помогал раненым и больным, за что его наградили специальным знаком отличия Красного Креста. В 1861 году Владислав Андреевич был одним из основателей и принимал участие в деятельности Харьковского медицинского общества, почетным членом которого он был избран в 1886 году.
Занимался благотворительной и общественной деятельностью — был членом городской думы, членом городского санитарного совета, работал в Харьковском благотворительном обществе, был почетным мировым судьёй. За большие заслуги перед городом В. А. Франковский стал Почетным гражданином Харькова. Вместе с Григорием Цехановецким, стал первым дарителем книг для новосозданной Харьковской общественной библиотеки.
В числе наград Владислава Франковского — ордена Святого Станислава 2-й степени (1857) и Святого Станислава 2-й степени с императорской короной (1867).
Умер в Харькове 31 марта (12 апреля по новому стилю) 1895 года.

## Память
- В 1894 году в честь почетного гражданина Харькова городская Дума решила объединить Бахметьевский переулок с Рыжовской набережной и переименовать их в улицу Франковскую.[4]
- В Харькове на доме по адресу улица Максимилиановская, 11 В. А. Франковскому установлена мемориальная доска.[5]
- Основатель первой в провинции детской бесплатной инфекционной больницы (названой Кропоткинской в честь убитого в 1879 р. Харьковского губернатора Д. Н. Кропоткина) на улице Дворянской 11 (сейчас - Ю. Чигирина, 11).